# 1172
El 1172 (MCLXXII) fou un any de traspàs iniciat en dissabte pertanyent a l'edat mitjana.

## Esdeveniments
- Saladí segueix les seves conquestes, arriba al port d'Ayla per ocupar Síria
- Setge de Huete
- Amb la pacificació de Prades, s'inicia una nove etapa de domini cristià a la Catalunya Nova[1]
- Creació del Maggior Consiglio, nou òrgan de govern de Venècia[2]

## Naixements
- Balduí I de Constantinoble
- Gebra Maskal Lalibela

## Necrològiques
- Gran, Regne d'Hongria: Esteve III d'Hongria, rei d'Hongria.
- Girard II de Rosselló, comte de Rosselló.
- Març - Múrcia: Muhàmmad ibn Mardanix, emir de Múrcia, València i Almeria.